# 龙化寺
龙化寺位于中国山西省长治市潞城区北村，已列为潞城区文物保护单位。在1938年-1939年期间，该寺同时作为鲁迅艺术学校的校区。

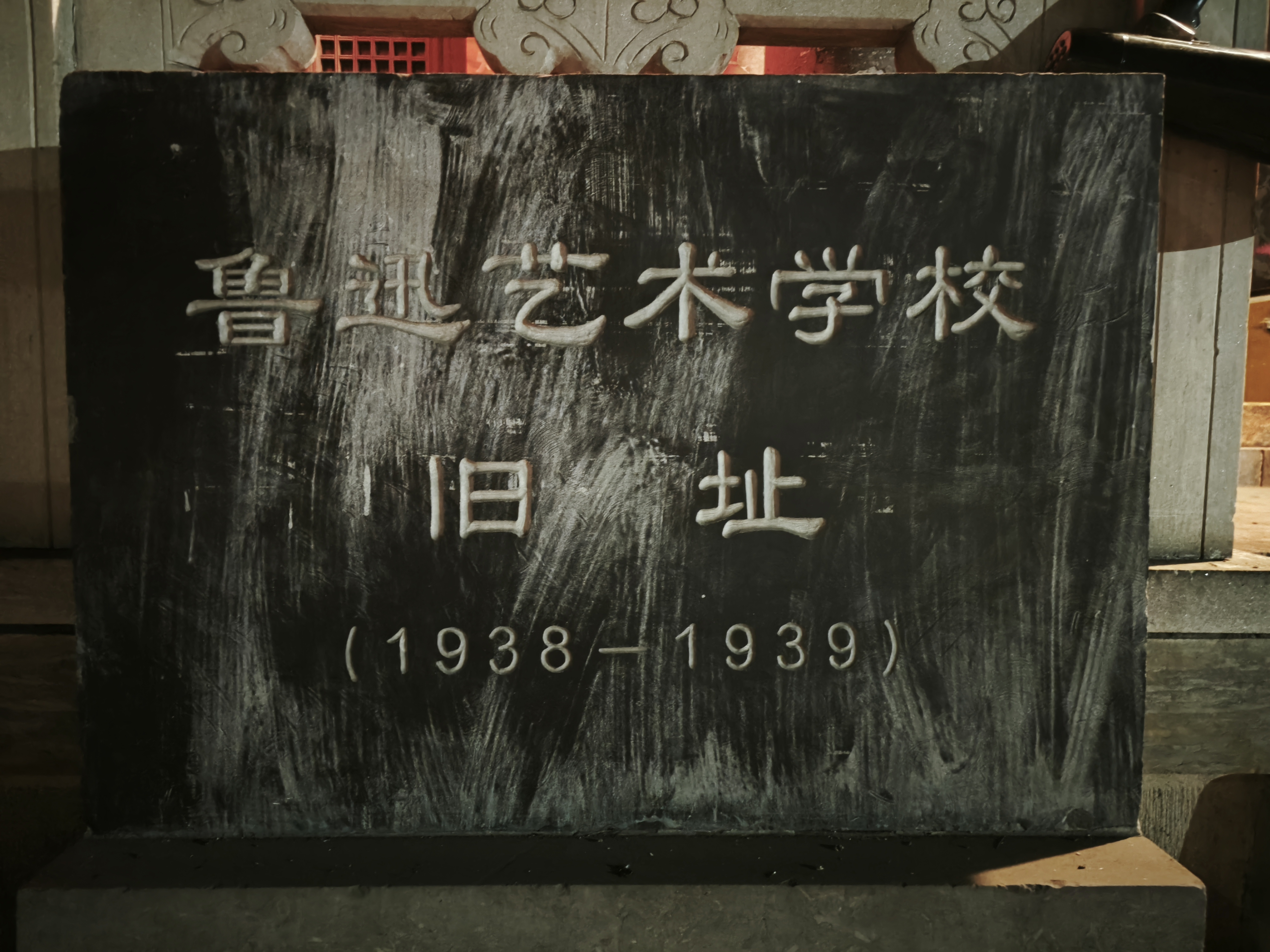
龙化寺前，鲁迅艺术学校旧址

## 保护

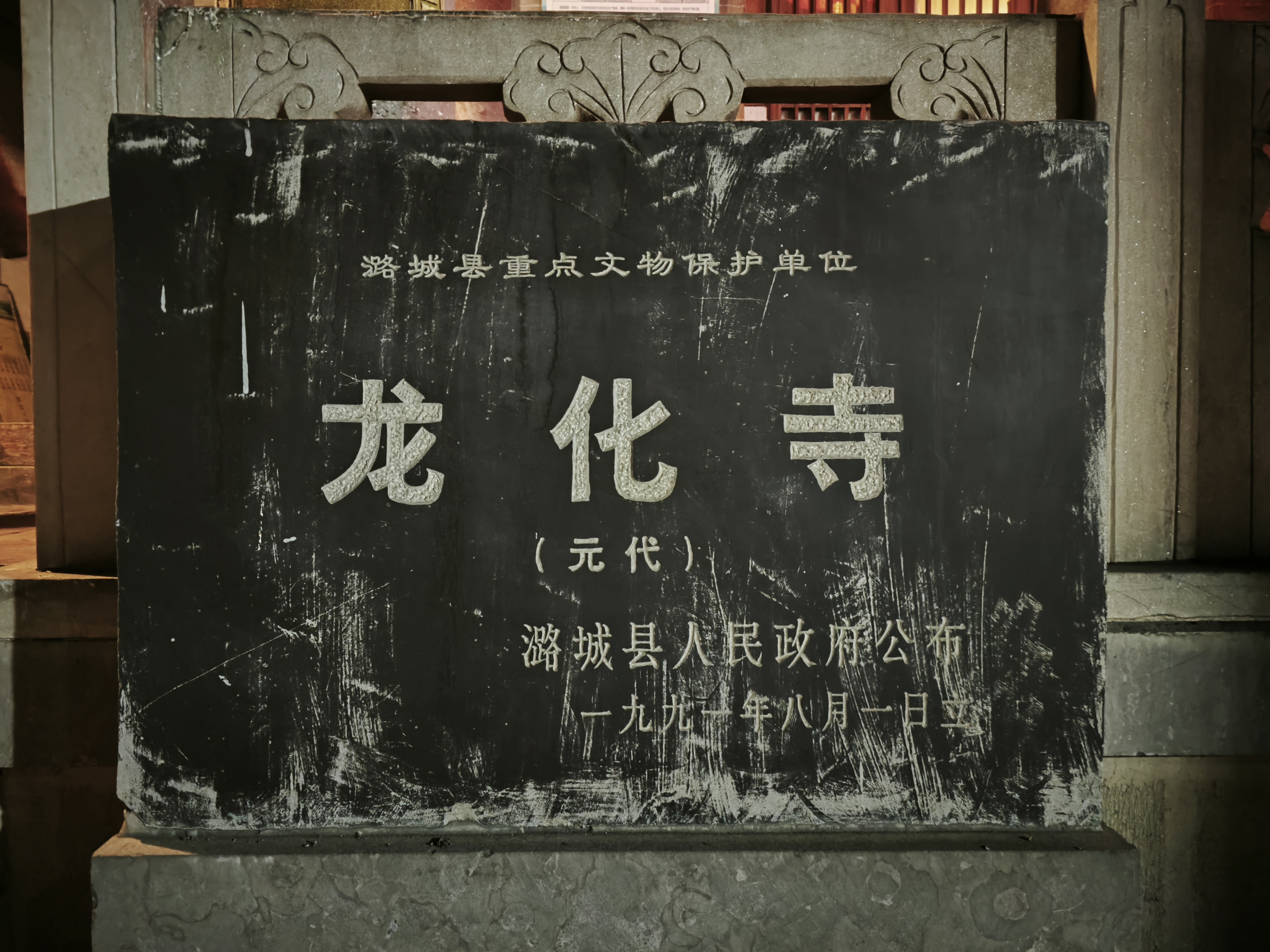
龙化寺文物保护碑

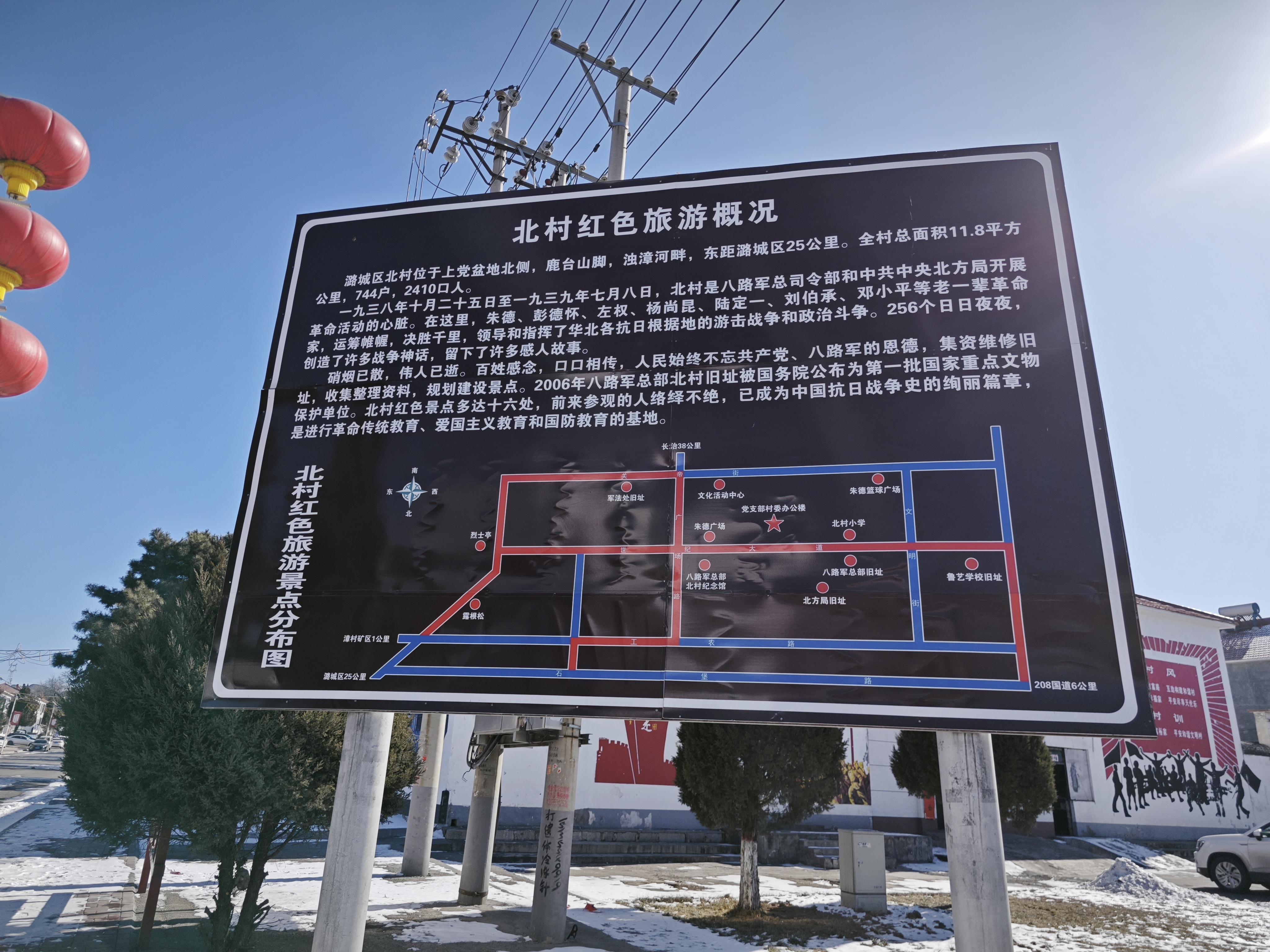
北村红色旅游宣传板，图中鲁艺学校旧址即为龙化寺

1991年，龙化寺公布为县级文物保护单位。